# Chimarra adaluma
Chimarra adaluma là một loài Trichoptera trong họ Philopotamidae. Chúng phân bố ở miền Australasia.